# Kljavlinskij rajon
Il Kljavlinskij rajon (in russo Клявлинский район?) è un rajon dell'Oblast' di Samara, nella Russia europea. Istituito nel 1965, il suo capoluogo è Kljavlino.